# Daniel Contet
Daniel Jean Bernard Contet (* 3. November 1943 in Le Raincy; † 23. Oktober 2018 in Villeneuve-Loubet) war ein französischer Tennisspieler und -trainer.
Contet vertrat Frankreich in 16 Davis-Cup-Begegnungen und erreichte das Halbfinale der Doppelkonkurrenz der French Open 1974. Er verstarb 2018 im Alter von 74 Jahren.

## Karriere
Contet erreichte das Finale des Juniorenwettbewerbs der French Open 1961, in dem er nach dem im Tie-Break verlorenen ersten Satz gegen John Newcombe aufgeben musste. Daraufhin wurde er mit 17 Jahren erstmals bei der Zweitrundenpartie Frankreich gegen Brasilien in die französische Davis-Cup-Mannschaft berufen. Er ist damit der jüngste französische Davis-Cup-Spieler.
Contet war ein Doppelspezialist, der mit seinem langjährigen Doppelpartner Patrice Beust das Halbfinale bei den French Open 1974 erreichte und unter anderem das Monte Carlo Masters im Jahr 1972 gewann. Zusätzlich erreichte er gemeinsam mit François Jauffret das Viertelfinale der Wimbledon Championships 1969.
Im Einzel war er der erste Spieler der Open Era, der in einem Grand-Slam-Turnier ein Match über drei Gewinnsätze ohne eigenen Spielgewinn mit 0:6, 0:6, 0:6 verlor. Dies passierte ihm in der ersten Runde der French Open 1968 gegen den Jugoslawen Nikola Špear.

## Davis Cup
Contet spielte von 1961 bis 1969 insgesamt in 16 Begegnungen für die französische Davis-Cup-Mannschaft. Er spielte 17 Matches, von denen er neun gewann (ein Einzel und acht Doppel) und acht verlor (ein Einzel und sieben Doppel).
Sein größter Mannschaftserfolg war das Erreichen des Finals der Europa-Zone 1966, das mit 1:4 gegen Brasilien verloren wurde.

## Trainer
Noch während seiner aktiven Karriere trainierte Contet von 1965 bis 1970 die monegassische Davis-Cup-Mannschaft. Später war er auch Trainer der französischen Davis-Cup-Mannschaft. Darüber hinaus betreute er u. a. Henri Leconte, Pat Cash, Arnaud Clément und Emmanuelle Gagliardi.
Darüber hinaus war er Direktor an der von ihm gegründeten Tennisschule „Team Daniel Contet“ in Villeneuve-Loubet.